# Standing Still (cântec de Roman Lob)
„Standing Still” este un single înregistrat de cântărețul german Roman Lob. Acesta a fost ales să reprezinte Germania la Concursul Muzical Eurovision 2012 din Baku, Azerbaidjan. Piesa a fost lansată în format digital pe 16 februarie 2012 ca parte a albumului de debut al lui Lob, Changes. Versurile și linia melodică au fost compuse de Jamie Cullum, Steve Robson și Wayne Hector. A primit discul de aur din partea Bundesverband Musikindustrie pentru vânzări de peste 150.000 de unități.

## Concursul Muzical Eurovision 2012
În urma selecției naționale Unser Star für Baku (Steaua noastră pentru Baku) organizată de ARD și ProSieben, Roman Lob a fost ales prin vot telefonic să reprezinte Germania la Concursul Muzical Eurovision 2012 din Baku cu piesa „Standing Still”. În finala de pe 26 mai 2012 el a obținut în total 110 puncte, ocupând locul 8.

## Listă
| Descărcare digitală |                  |         |  |
| Nr.                 | Titlu            | Lungime |  |
| 1.                  | „Standing Still” | 3:25    |  |

| CD (3 piese) |                  |         |  |
| Nr.          | Titlu            | Lungime |  |
| 1.           | „Conflicted”     | 3:47    |  |
| 2.           | „Standing Still” | 3:25    |  |
| 3.           | „Alone”          | 3:29    |  |

## Clasamente anuale (2012)
| Țară             | Cea mai înaltă poziție |
| ---------------- | ---------------------- |
| Austria          | 40                     |
| Belgia (Flandra) | 48                     |
| Belgia (Valonia) | 39                     |
| Germania         | 3                      |
| Elveția          | 51                     |
| Irlanda          | 67                     |
| Regatul Unit     | 132                    |

## Isotricul lansărilor
| Regiune  | Dată              | Casă de discuri | Format              |
| -------- | ----------------- | --------------- | ------------------- |
| Germania | 16 februarie 2012 | Universal Music | Descărcare digitală |
| Germania | 21 februarie 2012 | Universal Music | CD                  |